# So Long, Marianne
So Long, Marianne és un tema escrit i compost pel cantautor canadenc Leonard Cohen inclòs en el disc Songs of Leonard Cohen de 1967.
La cançó es va inspirar en Marianne Jensen, nascuda Marianne Ihlen, a qui Cohen va conèixer a l'illa grega d'Hydra el 1960. Fa poc l'havia deixat el seu marit, l'escriptor noruec Axel Jensen, deixant-la a ella i al seu fill de sis mesos sols a l'illa. Els dos ho van encertar i, finalment, Cohen la va portar d'Hydra a casa seva a Oslo, Noruega. Més tard la va convidar a ella i al seu fill a viure amb ell a Mont-real, una oferta que ella va acceptar. Els dos van viure junts durant la dècada de 1960, viatjant entre Nova York, Mont-real i Hydra.